# Geologia morza
Geologia morza – jeden z działów nauk o Ziemi, koncentrujący się na badaniu środowiska morskiego, w szczególności dna morskiego. Zakres tematyczny tej dyscypliny jest szeroki, jednak ogranicza się do obszarów morskich i ingeruje w strefę lądową wyłącznie wówczas, gdy wymaga tego specyfika prowadzonych badań. Geologia morza posługuje się odrębnymi, specjalistycznymi metodami badawczymi oraz wymaga stosowania specjalnych urządzeń, przyrządów i laboratoriów, niedostępnych lub nieużywanych w innych działach geologii. Cechy te przesądziły o wyodrębnieniu geologii morza jako samodzielnej specjalności.
W zakresie zainteresowań geologii morza znajdują się następujące zagadnienia:
- sedymentologia – badania współczesnych osadów morskich,
- analiza budowy geologicznej dna morskiego,
- badania dynamiki brzegów,
- rekonstrukcja historii geologicznej mórz[2].

## Historia
Jeszcze przed wybuchem II wojny światowej geologia mórz zaczęła kształtować się jako odrębna dyscyplina naukowa w państwach mających rozwiniętą gospodarkę morską. W instytucjach oceanograficznych tworzono specjalistyczne jednostki, takie jak działy czy laboratoria geologii morza, a niekiedy także samodzielne instytuty o tym profilu. Przykładem może być ZSRR, gdzie taki dział działał w strukturach Państwowego Instytutu Oceanograficznego. W USA, w okresie wojny, rozbudowano zaplecze badawcze w Woods Hole Oceanographic Institution (dla Atlantyku) i w Instytucie Oceanografii im. Scrippsów (dla Pacyfiku). W Niemczech już w 1920 roku Senckenbergiańskie Towarzystwo Naukowe powołało stację oceanograficzną zajmującą się m.in. badaniem osadów z rejonu Morza Północnego. W roku 1935 na Uniwersytecie w Kilonii powstała morska stacja geologiczna, później przekształcona w niezależny instytut, prowadzący badania także poza akwenami Morza Północnego i Bałtyku. Wyniki tych prac opublikowano w pięciotomowym opracowaniu Geologie der Meere und Binnengewässer, obejmującym również obszary morskie współczesnej Polski. Rozwój nowej dziedziny akademickiej pociągnął za sobą publikację pierwszych podręczników, wśród których znalazły się: Geologie des Meeresbodens autorstwa K. Andréego, Gieologija moria M.W. Klonowej, Submarine Geology F.P. Sheparda oraz Marine Geology P.H. Kuinena.
W Polsce okresu dwudziestolecia międzywojennego geologia morza nie rozwijała się w sposób systematyczny, głównie z powodu ograniczonego dostępu do wybrzeża. Pojedyncze publikacje miały charakter incydentalny i nie opierały się na strukturach instytucjonalnych ani planowej organizacji. Sytuacja zmieniła się po rozszerzeniu granic morskich, co stworzyło potrzebę prowadzenia regularnych badań odpowiadających również praktycznym wymaganiom. Z czasem tematyką geologii morza zainteresowały się instytucje funkcjonujące na wybrzeżu, w tym Morski Instytut Techniczny, Państwowy Instytut Hydro-Meteorologiczny oraz placówki naukowe w Gdańsku i Gdyni. Skuteczny rozwój tej dziedziny wymagał jednak uporządkowania badań w ramach odpowiednich struktur, ich wzajemnej koordynacji, współpracy z Państwową Służbą Geologiczną oraz wsparcia ze strony władz państwowych.

## Zakres badań

### Sedymentologia

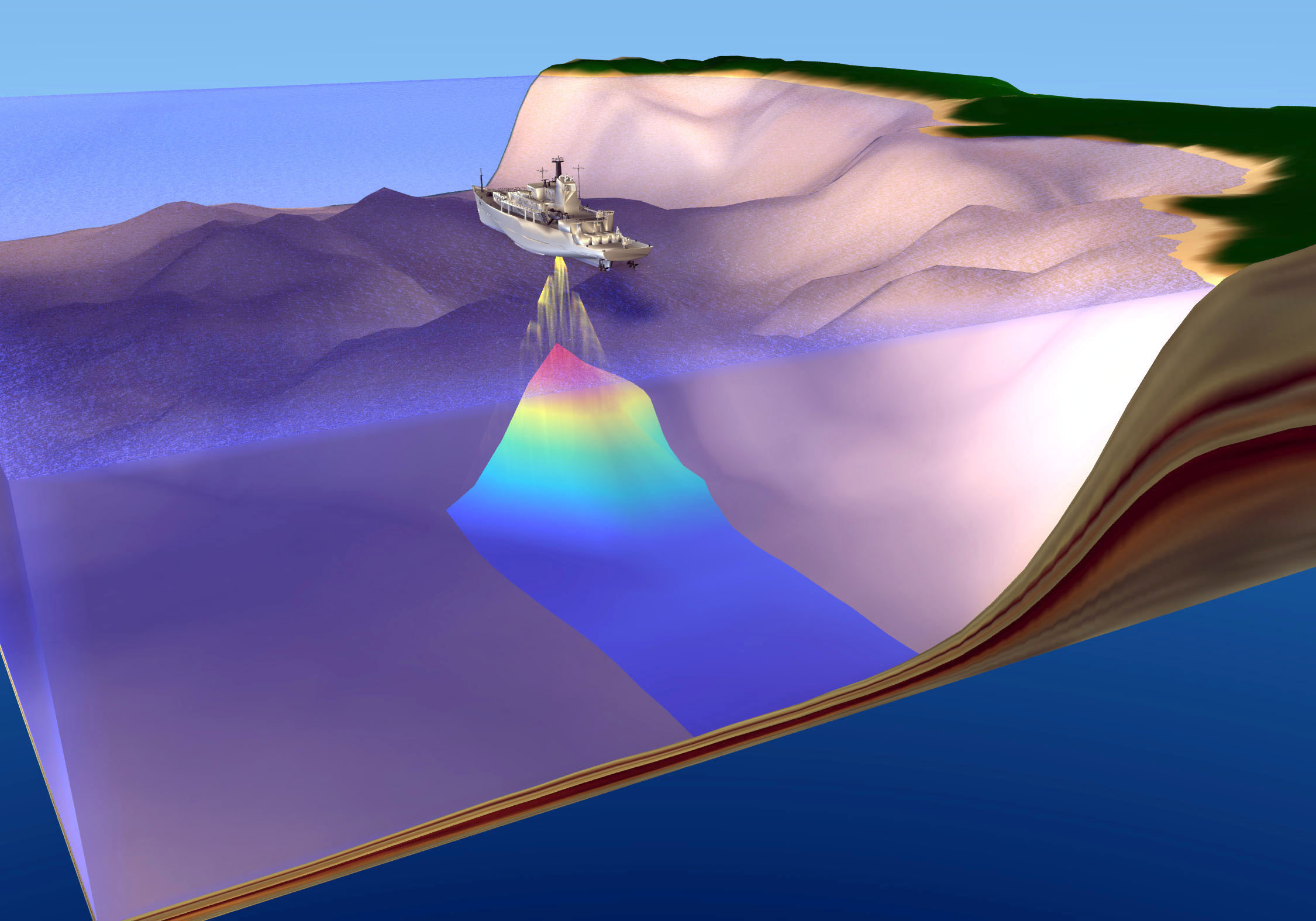
Badanie dna echosondą

Sedymentologia morska zakłada, że dla zrozumienia procesu powstawania dawnych warstw skalnych niezbędne jest zrozumienie, jak obecnie tworzą się osady na dnie mórz i jakie procesy na to wpływają. Techniki badawcze stosowane dla tego segmentu badań geologii morza ciągle się rozwijają: stosowane są sondy rdzeniowe, umożliwiające pobór nienaruszonych próbek z dużych głębokości, co pozwala odtworzyć historię sedymentacji i powiązać ją z geologią przyległych lądów. Uzupełnieniem są podwodne zdjęcia oraz pomiary rzeźby dna prowadzone echosondami, które automatycznie rejestrują dane podczas rejsu. Różnice w odbiciu fal akustycznych przez różne rodzaje osadów pozwalają na szybkie sporządzanie map pokrycia dennego i jego ukształtowania. Mapy te mają zastosowanie nie tylko w badaniach naukowych, ale też w praktyce – m.in. w działaniach wojskowych, nawigacji i rybołówstwie.

### Analiza budowy geologicznej dna morskiego
Analiza geologicznej budowy dna morskiego obejmuje zarówno współczesne osady, jak i starsze formacje skalne znajdujące się pod nimi. Badania te dostarczają wiedzy o strukturze i rozwoju skorupy ziemskiej oraz o warunkach geologicznych poszczególnych regionów. Rozpoznanie głębszych struktur wymaga zaawansowanych metod (głównie geofizycznych). Grawimetria pozwala na ocenę rozkładu gęstości skał na podstawie zmian siły ciężkości, a sejsmika refleksyjna umożliwia obrazowanie układu warstw pod dnem morskim na podstawie odbicia fal sejsmicznych. Stosuje się również wiercenia.

### Badania dynamiki brzegów
Dynamika brzegów morskich to procesy zachodzące tam, gdzie morze styka się z lądem, obejmujące erozję i akumulację. Ich przebieg zależy od takich czynników, jak np. budowa geologiczna i falowanie. Erozja powoduje cofanie się brzegu w miejscach, gdzie są mało odporne osady (np. gliny). Z kolei morze jednocześnie przenosi i odkłada materiały, tworząc mierzeje, kosy czy mielizny, które mogą utrudniać żeglugę. Z tego względu badania tych procesów są ważne dla planowania inwestycji przybrzeżnych, np. umocnień czy portów. Wymagają długotrwałych obserwacji linii brzegowej i dna na obszarze do około 10 km. W tym celu stosuje się pobór próbek osadów i zakłada stałe punkty pomiarowe w miejscach zagrożonych erozją lub zamuleniem. Wykorzystuje się też nurkowanie w celu bezpośrednich obserwacji dna do 20 m głębokości. Z drugiej strony budowle morskie zmieniają warunki naturalne, dlatego przed ich budową konieczne jest modelowanie wpływu na środowisko przy pomocy zespołowych badań geologów i inżynierów.

### Rekonstrukcja historii geologicznej mórz
Geologia morza obejmuje analizę genezy i ewolucji basenów morskich lub ich fragmentów. Są to zagadnienia typowo geologiczne, osadzone w szerszym kontekście tektonicznym i paleogeograficznym. Przykładem jest historia Bałtyku, która formalnie zaczyna się od powstania Bałtyckiego Jeziora Lodowego, w rzeczywistości jednak jej początki sięgają wcześniejszych etapów rozwoju geologicznego tego fragmentu skorupy ziemskiej.